# 佐久間信義 (彦次郎)
佐久間 信義（さくま のぶよし）は、江戸時代後期の旗本。初めは義永（よしなが）と名乗った。
明和7年（1770年）4月22日、14歳で義父・佐久間盛雄から家督（蔵米250俵）を相続。
天明8年（1788年）12月23日、初めて将軍・徳川家斉に謁見。
『寛政重修諸家譜』編纂時の当主。寛政11年（1799年）時点での役職は小普請。屋敷は北本所南割下水。